# Нехворощ (Черкасская область)
Нехворощ (укр. Нехворощ) — село в Корсунь-Шевченковском районе Черкасской области Украины.
Население по переписи 2001 года составляло 166 человек. Почтовый индекс — 19409. Телефонный код — 4735.

## Местный совет
19410, Черкасская обл., Корсунь-Шевченковский р-н, с. Пешки